# Bảo tàng Quốc gia Luân Đôn

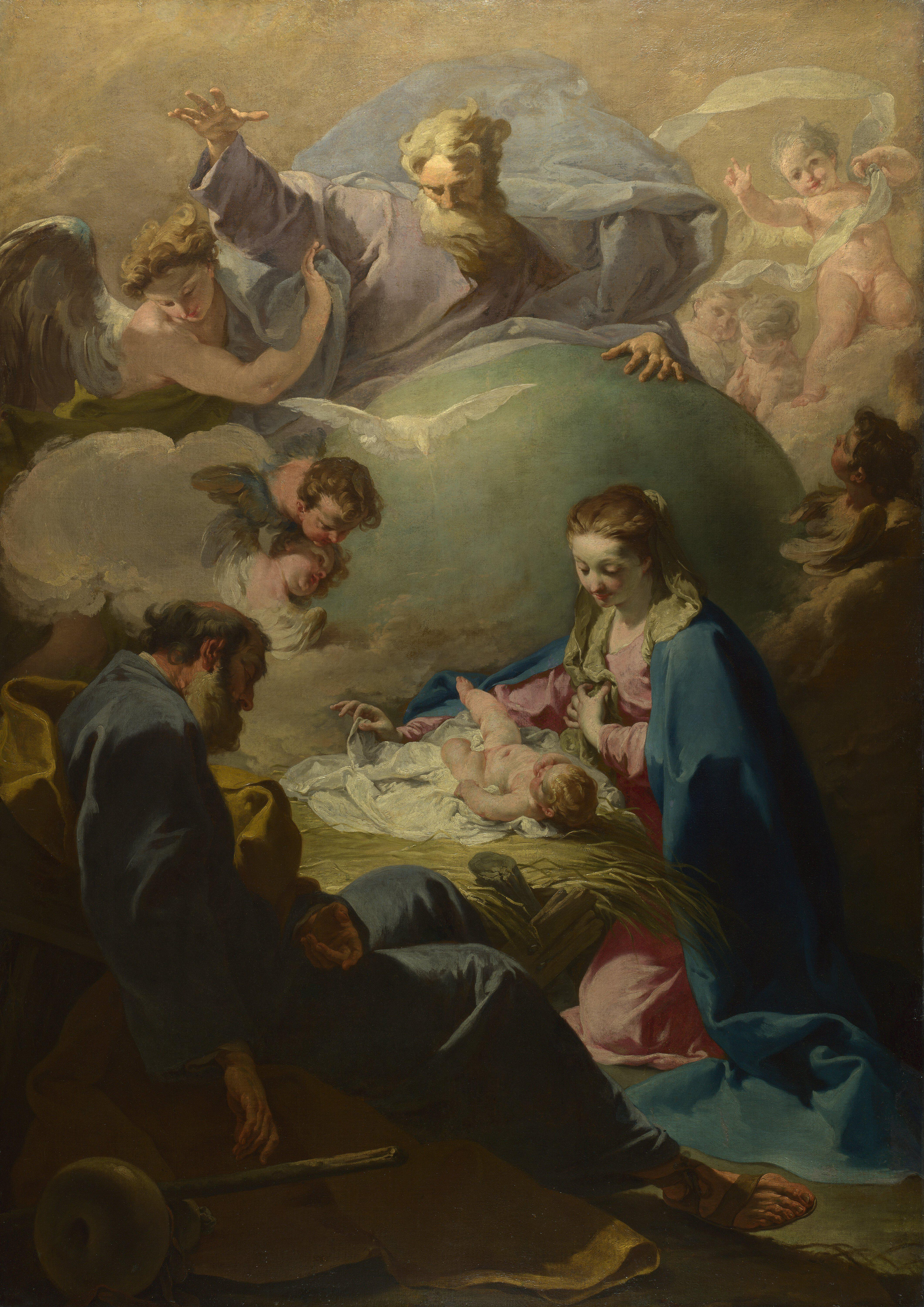
Chúa giáng sinh với Chúa Cha và Đức Thánh Linh, Giambattisa Pittoni, 1740

Bảo tàng Quốc gia Luân Đôn (tiếng Anh: The National Gallery) là một bảo tàng nghệ thuật ở Quảng trường Trafalgar thuộc Thành phố Westminster, ở Trung tâm Luân Đôn, Anh. Bảo tàng thành lập năm 1824, nơi đây lưu giữ một bộ sưu tập hơn 2.300 bức tranh có niên đại từ giữa thế kỷ 13 đến năm 1900. 
Không giống như các viện bảo tàng tương đương ở châu Âu lục địa, Bảo tàng Quốc gia không được hình thành bằng cách quốc hữu hóa các bộ sưu tập nghệ thuật hoàng gia. Nó bắt đầu khi chính phủ Anh mua 38 bức tranh từ những người thừa kế của John Julius Angerstein, một nhà môi giới bảo hiểm và người bảo trợ nghệ thuật, vào năm 1824. Sau lần mua đầu tiên, Bảo tàng được các giám đốc ban đầu, nhất là Ngài Charles Lock Eastlake xây dựng và nhờ sự đóng góp của các cá nhân với hai phần ba bộ sưu tập của bảo tàng. Kết quả là bảo tàng này có kích thước nhỏ so với nhiều bảo tàng quốc gia ở châu Âu nhưng có phạm vi lớn cỡ bách khoa toàn thư; Hầu hết các dấu ấn phát triển lớn trong hội họa phương Tây "từ Giotto đến Cézanne" đều được thể hiện bằng các tác phẩm quan trọng. Bảo tàng đã từng tuyên bố rằng nó là một trong số ít Bảo tàng Quốc gia có tất cả các tác phẩm của mình đều được triển lãm cho công chúng xem, nhưng điều này không còn đúng nữa.
Tòa nhà hiện nay, tòa nhà thứ ba được dành cho Bảo tàng Quốc gia, được William Wilkins thiết kế từ năm 1832 đến năm 1838. Chỉ có mặt tiền trên quảng trường Trafalgar vẫn không thay đổi kể từ khoảng thời gian này vì tòa nhà đã được mở rộng từng phần trong suốt lịch sử của nó. Tòa nhà của Wilkins thường bị chỉ trích vì những điểm yếu trong thiết kế và vì thiếu không gian; Vấn đề thiếu không gian đã dẫn đến việc thành lập Viện bảo tàng Mỹ thuật Tate (Tate Gallery, bây giờ gọi là Tate Britain) cho nghệ thuật Anh năm 1897. The Sainsbury Wing, phần mở rộng về phía tây do Robert Venturi và Denise Scott Brown thực hiện, là một ví dụ điển hình về kiến trúc Hậu Hiện đại ở Anh. Giám đốc của Bảo tàng Quốc gia hiện nay là Gabriele Finaldi.

## Lịch sử

### Kêu gọi Bảo tàng Quốc gia

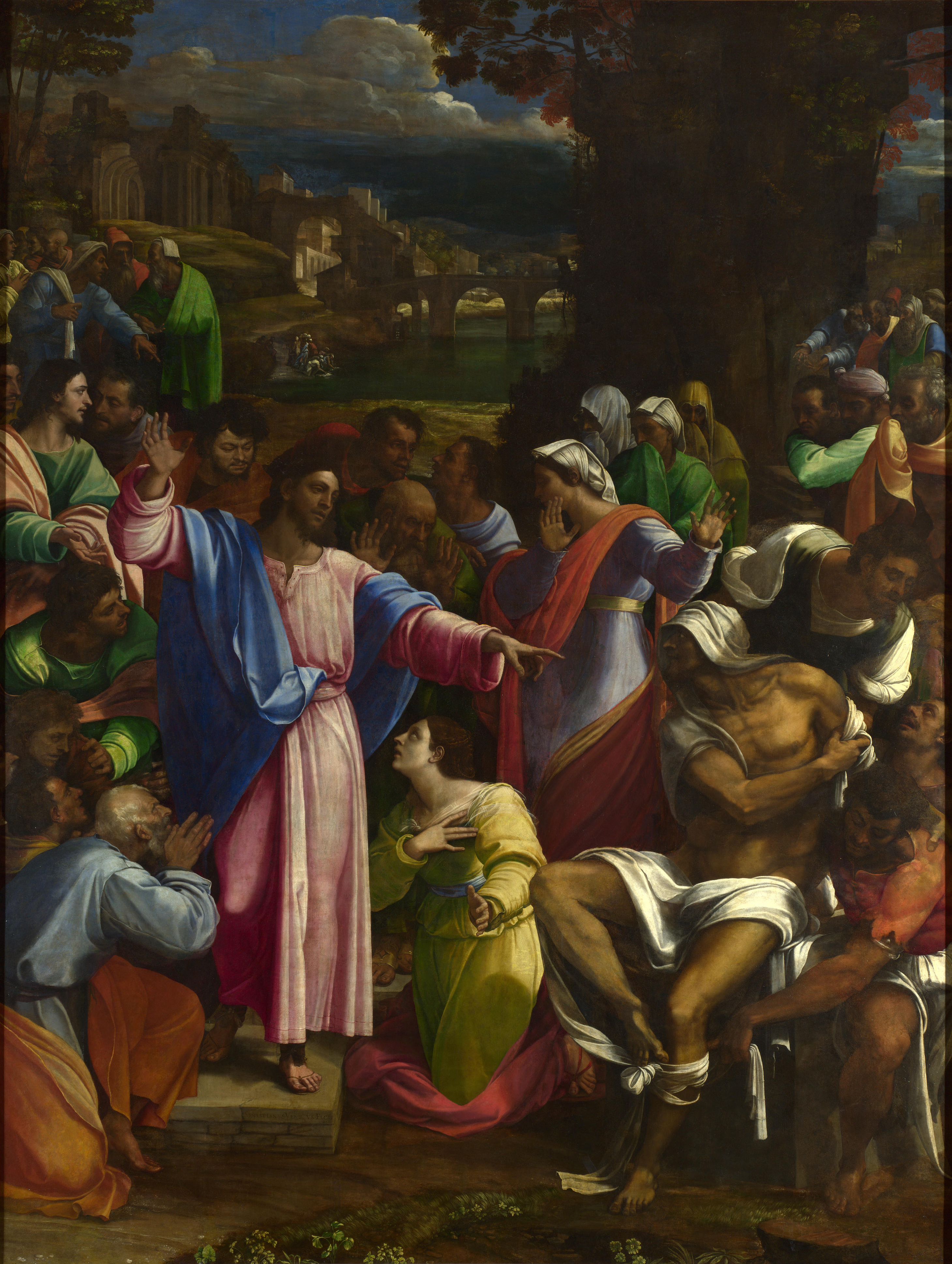
The Raising of Lazarus của Sebastiano del Piombo (1517–1519), từ bộ sưu tập Angerstein. Đây cũng chính là bộ sưu tập sáng lập của Bảo tàng Quốc gia vào năm 1824. Bức tranh có số hiệu NG1, chính thức trở thành bức tranh đầu tiên được đưa vào Phòng trưng bày.

Cuối thế kỷ 18 chứng kiến sự quốc hữu hóa của các bộ sưu tập nghệ thuật hoàng gia hoặc tư nhân trên khắp lục địa Châu Âu. Bộ sưu tập của hoàng gia Bavaria (hiện ở Alte Pinakothek, Munich) mở cửa cho công chúng vào năm 1779, Medici ở Florence vào khoảng năm 1789 (như Phòng trưng bày Uffizi), và Bảo tàng Français tại Louvre được thành lập từ bộ sưu tập cũ của hoàng gia Pháp năm 1793. Tuy nhiên, Vương quốc Anh không đi theo các quốc gia châu Âu khác, và Bộ sưu tập Hoàng gia của Anh vẫn thuộc quyền sở hữu của nước chủ quyền. Năm 1777, chính phủ Anh có cơ hội mua một bộ sưu tập nghệ thuật tầm cỡ quốc tế, khi hậu duệ của Ngài Robert Walpole quyết định bán bộ sưu tập của ông. Nghị sĩ John Wilkes đã lập luận yêu cầu chính phủ mua "kho báu vô giá" này và đề nghị rằng nó nên được đặt trong "một phòng trưng bày quý tộc ... được xây dựng trong khu vườn rộng rãi của Bảo tàng Anh". Không có gì có thể cưỡng lại sự hấp dẫn của Wilkes và 20 năm sau, bộ sưu tập đã được Catherine Đại đế mua lại toàn bộ; hiện nay nằm trong Bảo tàng Hermitage ở St Petersburg.

### Lịch sử hình thành và sơ khai

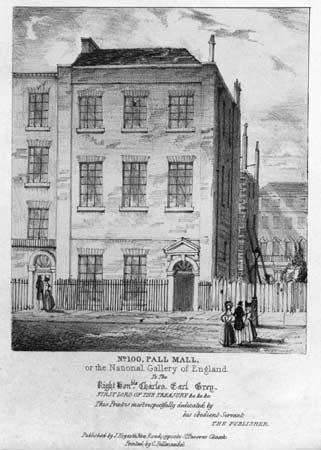
100 Pall Mall, nhà của Bảo tàng Quốc gia từ năm 1824 đến năm 1834

Bảo tàng Quốc gia mở cửa cho công chúng vào ngày 10 tháng 5 năm 1824, nằm trong ngôi nhà phố cũ của Angerstein tại số 100 Pall Mall. Các bức tranh của Angerstein được trưng bày vào năm 1826 cùng với những bức tranh trong bộ sưu tập của Beaumont. Năm 1831 William Holwell Carr đóng góp 35 bức tranh thừa kế của Reverend. Người giữ những bức tranh ban đầu là William Seguier, ông cũng gánh vác trách nhiệm quản lý Phòng trưng bày, nhưng vào tháng 7 năm 1824, một số trách nhiệm này thuộc về ban quản trị mới thành lập.
Từ năm 1837 đến năm 1868 Học viện Hoàng gia nằm ở cánh phía đông của tòa nhà.

### Sự phát triển dưới thời Eastlake và những người kế nhiệm ông

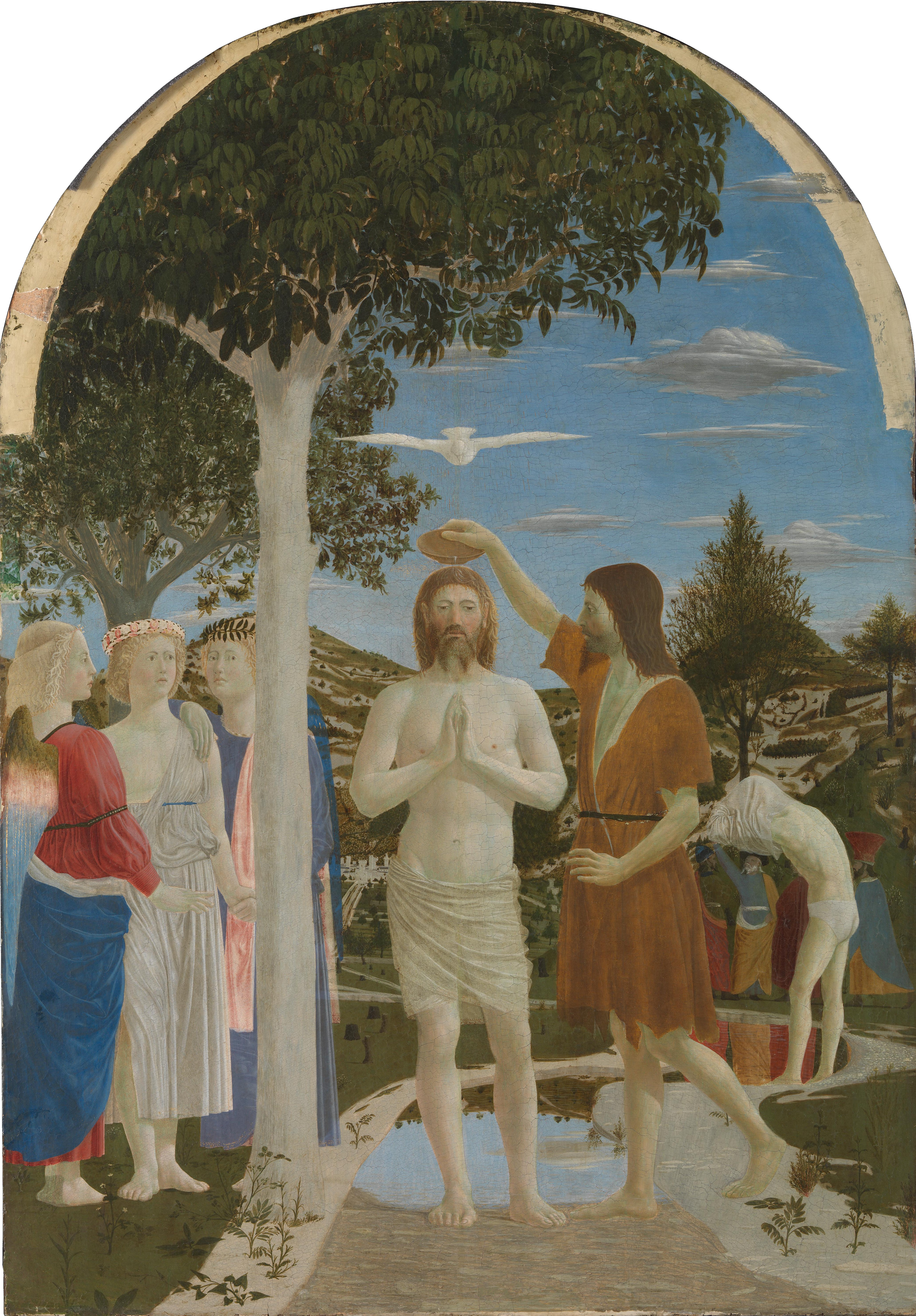
The Baptism of Christ của Piero della Francesca, một trong những giao dịch mua lại của Eastlake

Các bức tranh Ý thế kỷ 15 và 16 là cốt lõi của Bảo tàng Quốc gia và trong 30 năm tồn tại đầu tiên của nó, các vụ mua lại độc lập của Người được ủy thác chủ yếu chỉ giới hạn trong các tác phẩm của các bậc thầy thời kỳ Thượng Phục Hưng. Thị hiếu bảo thủ của họ đã dẫn đến một số cơ hội bị bỏ lỡ và việc quản lý Phòng trưng bày sau đó rơi vào tình trạng hoàn toàn rối loạn, không có thương vụ mua lại nào được thực hiện từ năm 1847 đến năm 1850. Một bài phê bình của Hạ viện năm 1851 kêu gọi bổ nhiệm một giám đốc, người có quyền hạn vượt qua quyền hạn của các ủy viên. Nhiều người nghĩ rằng vị trí này sẽ thuộc về nhà sử học nghệ thuật Gustav Friedrich Waagen người Đức, đây là người mà Phòng trưng bày đã tham khảo ý kiến trong những dịp trước đó về việc chiếu sáng và trưng bày các bộ sưu tập. Tuy nhiên, người đàn ông được Nữ hoàng Victoria, Hoàng tử Albert và Thủ tướng Lord Russell ưu tiên cho công việc là cũng là Người giữ các bức tranh tại Phòng trưng bày, thưa Ngài Charles Lock Eastlake. Eastlake từng là Chủ tịch của Học viện Hoàng gia, ông đóng một vai trò thiết yếu trong việc thành lập Hội Arundel và biết hầu hết các chuyên gia nghệ thuật hàng đầu của London.

### Đầu thế kỷ 20

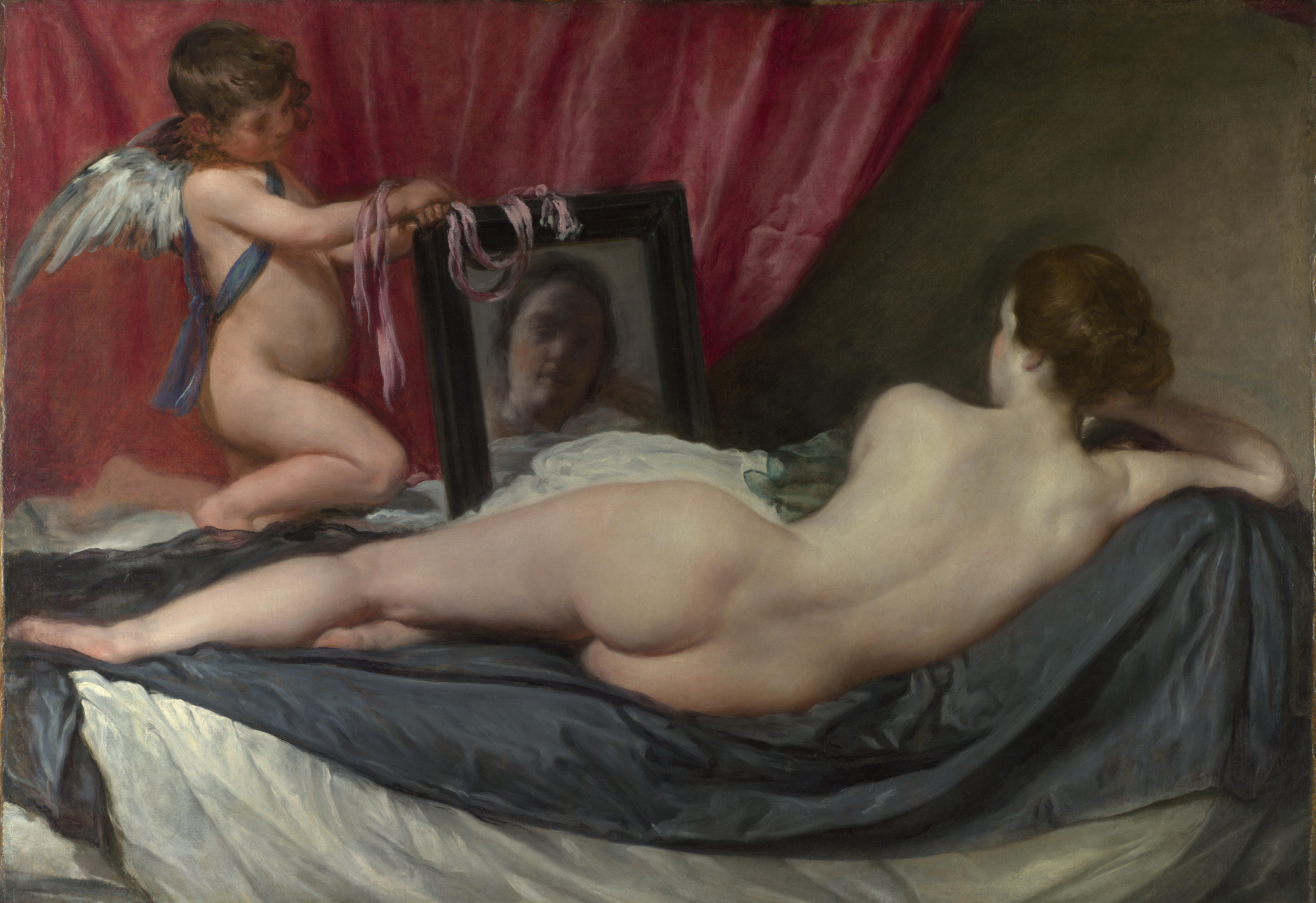
Venus at her Mirror (The Rokeby Venus) của Diego Velázquez

Samuel Courtauld thành lập một quỹ để mua các bức tranh hiện đại năm 1923, ông đã mua lại Bathers at Asnières của Seurat và các tác phẩm hiện đại khác tác phẩm cho quốc gia;  năm 1934, nhiều tác phẩm trong số này đã được chuyển đến Bảo tàng Quốc gia từ Tate.

### Chiến tranh thế giới thứ hai

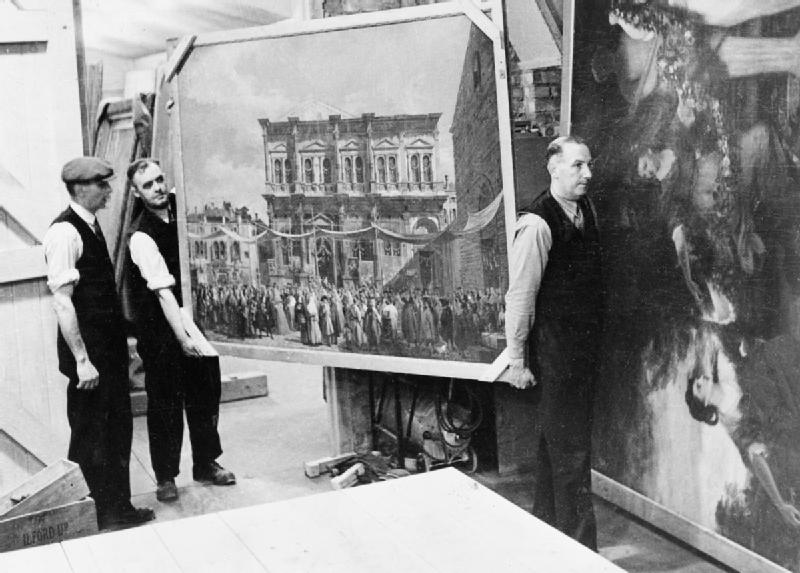
Những bức tranh được sơ tán khỏi Bảo tàng Quốc gia trong Chiến tranh thế giới thứ hai

Không lâu trước khi Thế chiến II bùng nổ, các bức tranh đã được sơ tán đến các địa điểm ở Wales, bao gồm Lâu đài Penrhyn, các trường đại học Bangor và Aberystwyth. Năm 1940, trong Trận chiến nước Pháp, mọi người tìm kiếm một ngôi nhà an toàn hơn, và đã có những cuộc thảo luận về việc chuyển các bức tranh đến Canada. Trong một bức điện gửi cho đạo diễn Kenneth Clark, Winston Churchill đã viết một cách kiên quyết, "chôn chúng trong hang động hoặc trong hầm, nhưng không một bức nào được rời khỏi những hòn đảo này". Thay vào đó, một mỏ đá phiến tại Manod, gần Blaenau Ffestiniog ở Bắc Wales, đã được trưng dụng để làm Phòng trưng bày. Người giữ (và cũng là giám đốc tương lai) Martin Davies bắt đầu biên soạn các danh mục học thuật về bộ sưu tập, với sự hỗ trợ của thư viện Phòng trưng bày lúc này cũng được lưu trữ trong mỏ đá. Việc chuyển đến Manod khẳng định tầm quan trọng của việc lưu trữ các bức tranh ở nhiệt độ và độ ẩm ổn định, điều mà các nhà bảo quản của Phòng trưng bày đã nghi ngờ từ lâu nhưng cho đến nay vẫn chưa thể chứng minh được. Điều này cuối cùng dẫn đến việc mở phòng trưng bày máy lạnh đầu tiên vào năm 1949.

### Diễn biến sau chiến tranh
| Họa sỹ liên kết   | Họa sỹ liên kết |
| ----------------- | --------------- |
| Paula Rego        | 1989–1990       |
| Ken Kiff          | 1991–1993       |
| Peter Blake       | 1994–1996       |
| Ana Maria Pacheco | 1997–1999       |
| Ron Mueck         | 2000–2002       |
| John Virtue       | 2003–2005       |
| Alison Watt       | 2006–2008       |
| Michael Landy     | 2009–2013       |
| George Shaw       | 2014–2016       |

Năm 2014, Bảo tàng Quốc gia là chủ đề trong bộ phim tài liệu của Frederick Wiseman. Bộ phim nói về ban quản lý phòng trưng bày và nhân viên tại nơi làm việc, phòng thí nghiệm bảo tồn, các chuyến tham quan có hướng dẫn viên và việc tổ chức các cuộc triển lãm về Leonardo da Vinci,  J.M.W. Turner và Titian trong năm 2011–12.

## Kiến trúc

### Tòa nhà của William Wilkins

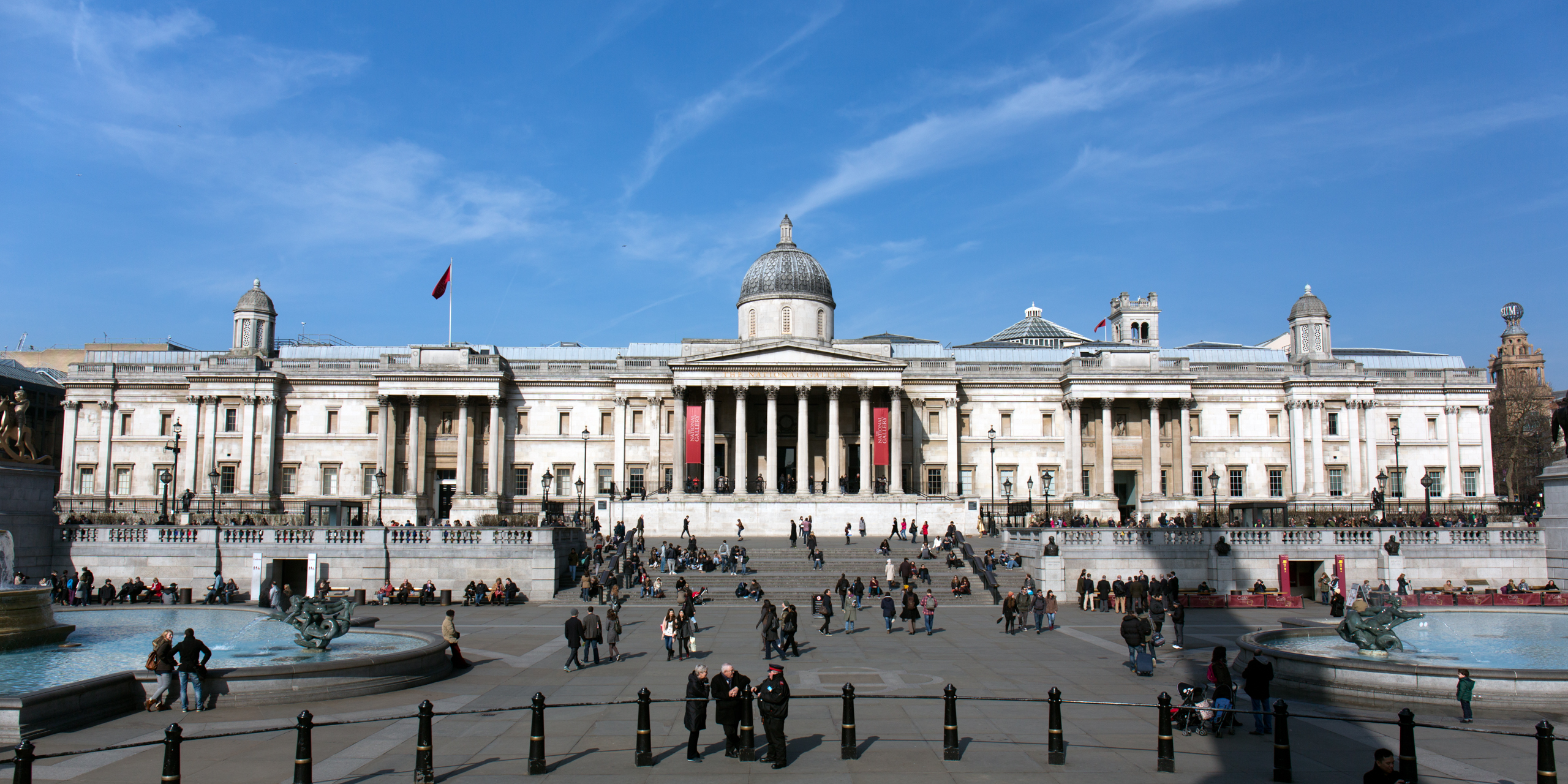
Nâng cấp lên Quảng trường Trafalgar vào năm 2013
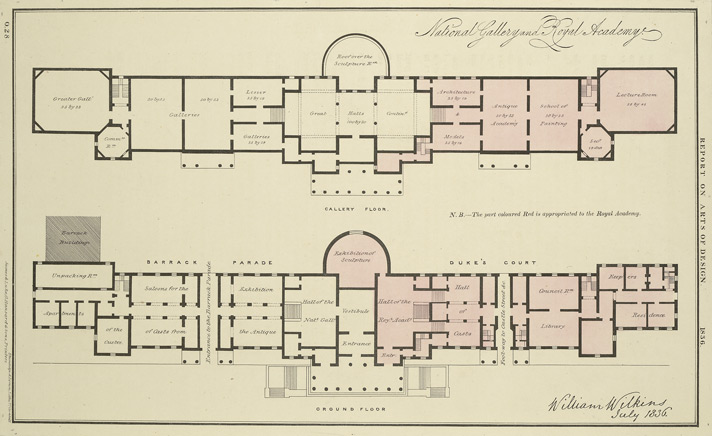
Piano nobile và tầng trệt của tòa nhà Wilkins, trước khi mở rộng. Lưu ý các lối đi phía sau cổng phía đông và phía tây. Các khu vực tô màu hồng được Học viện Hoàng gia sử dụng cho đến năm 1868.
Mặt bằng tầng 1 của Phòng trưng bày Quốc gia năm 2013

### Thay đổi và mở rộng (Pennethorne, Barry và Taylor)
Thay đổi quan trọng đầu tiên và duy nhất được thực hiện đối với tòa nhà là phòng trưng bày dài, do Ngài James Pennethorne bổ sung vào năm 1860–61. Phòng được trang trí lộng lẫy hơn so với các phòng của Wilkins, nhưng vì được xây dựng trên sảnh vào ban đầu nên vẫn làm xấu đi tổng quan do điều kiện chật chội bên trong tòa nhà. Nhiều người đã cố gắng cải tạo, tu sửa hoàn toàn Bảo tàng Quốc gia (theo đề xuất của Ngài Charles Barry vào năm 1853), sau đó nó được chuyển đến cơ sở rộng rãi hơn ở Kensington, không khí nơi này cũng trong lành hơn. Năm 1867, con trai của Barry là Edward Middleton Barry đã đề xuất thay thế tòa nhà Wilkins bằng một tòa nhà cổ điển đồ sộ với bốn mái vòm. Kế hoạch này là một thất bại và các nhà phê bình đương thời đã tố cáo phần bên ngoài là "một sự đạo văn quá mức đối với Nhà thờ Thánh Paul".

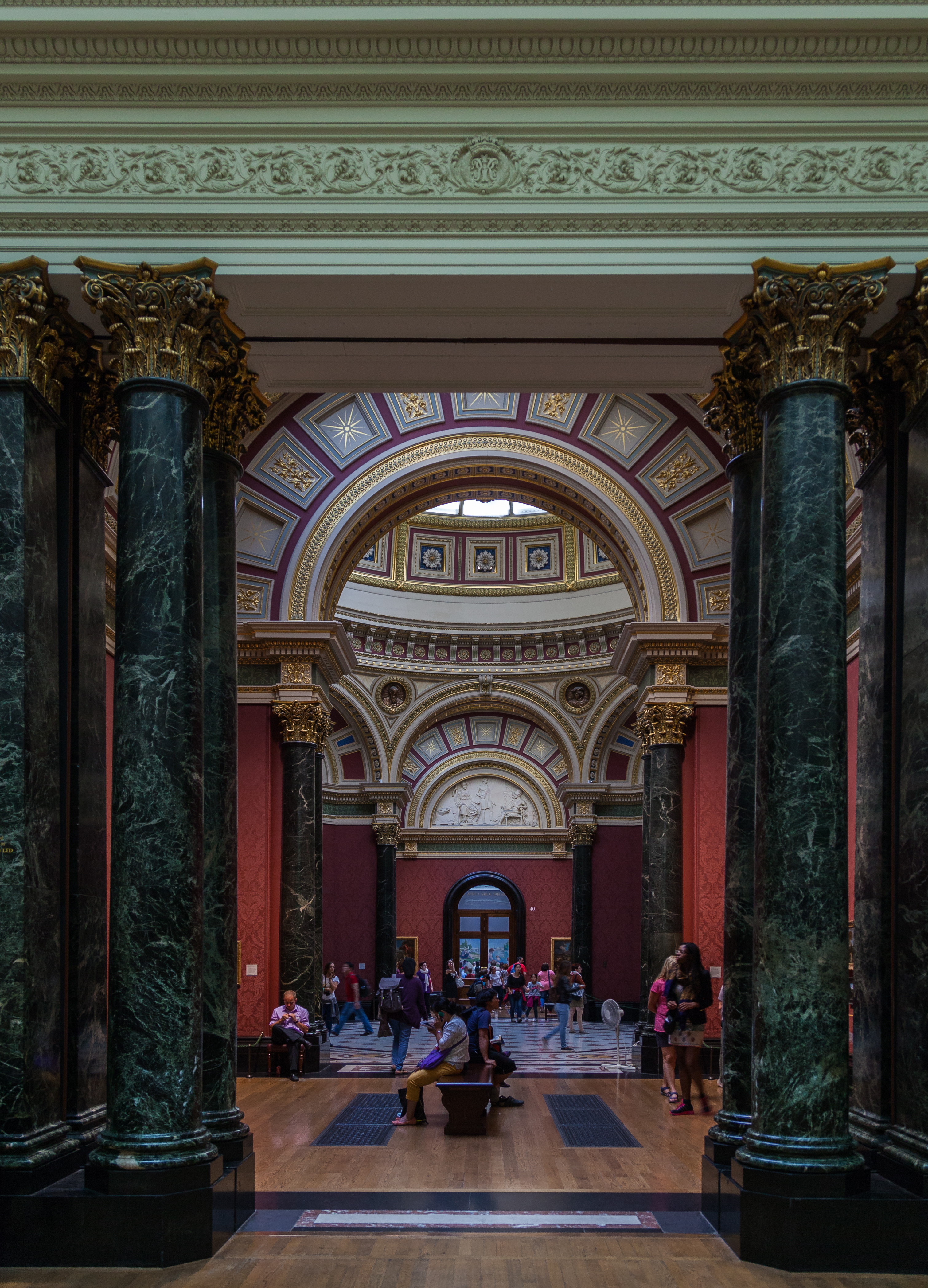
Phòng Barry (1872–1876), do E. M. Barry thiết kế
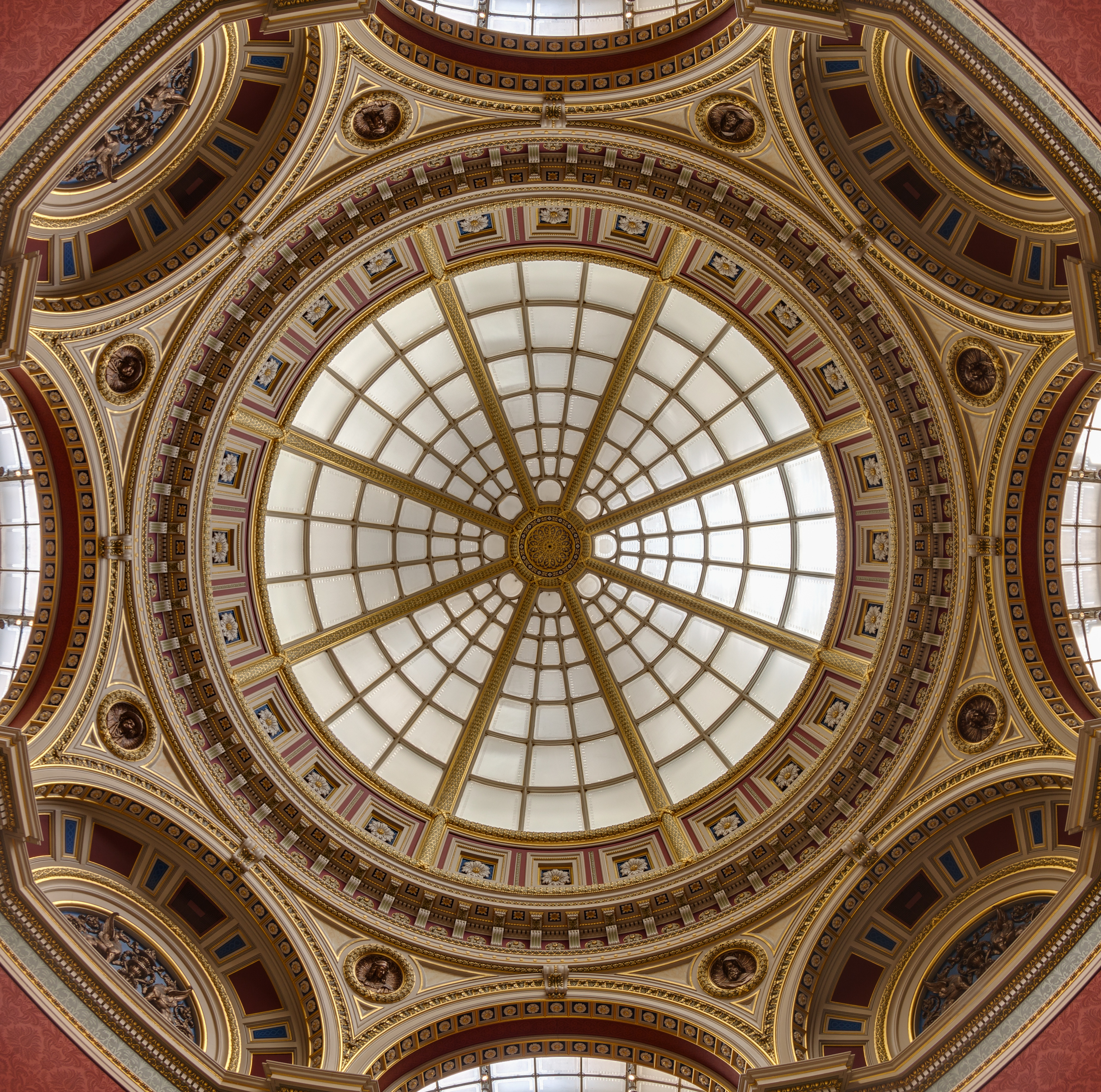
Mái vòm của Phòng 34, hình bát giác trung tâm của Phòng Barry
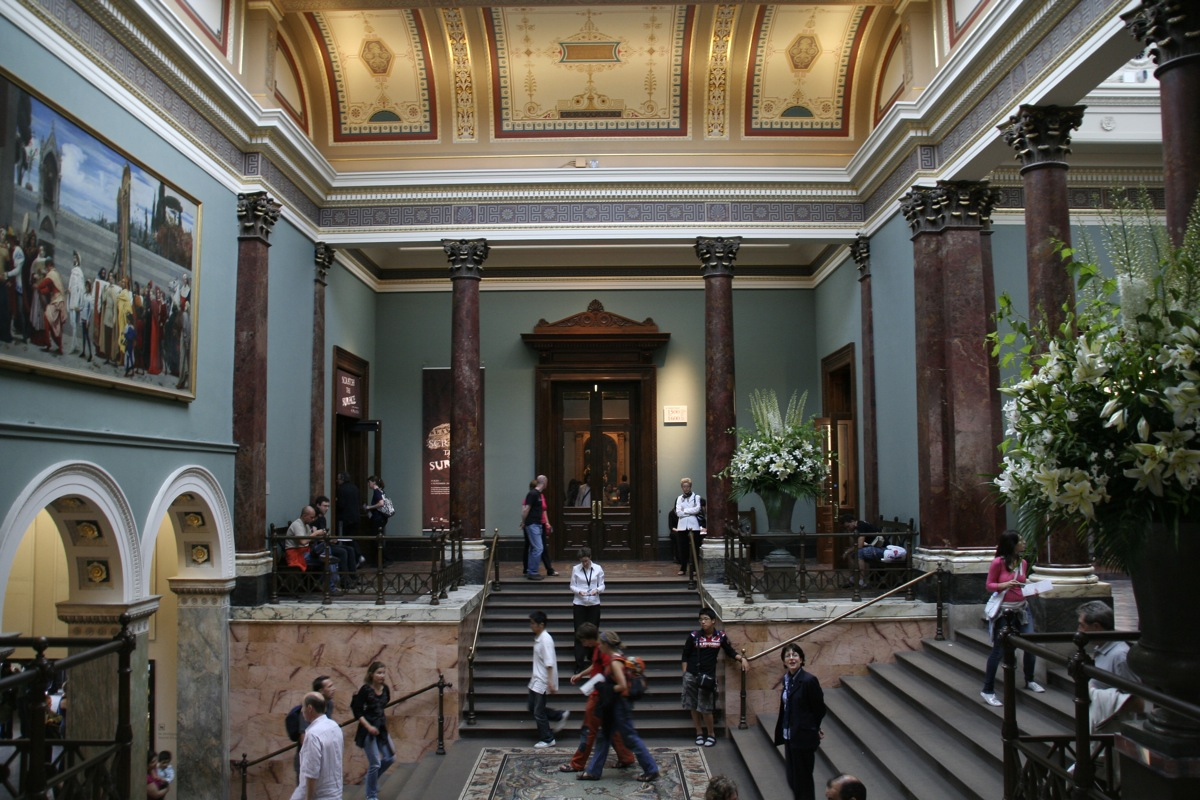
Sảnh Cầu thang (1884–1887) trong một bức ảnh năm 2007, do John Taylor thiết kế. Cimabue's Celebrated Madonna của Frederic, Lord Leighton hiện diện ở bên trái
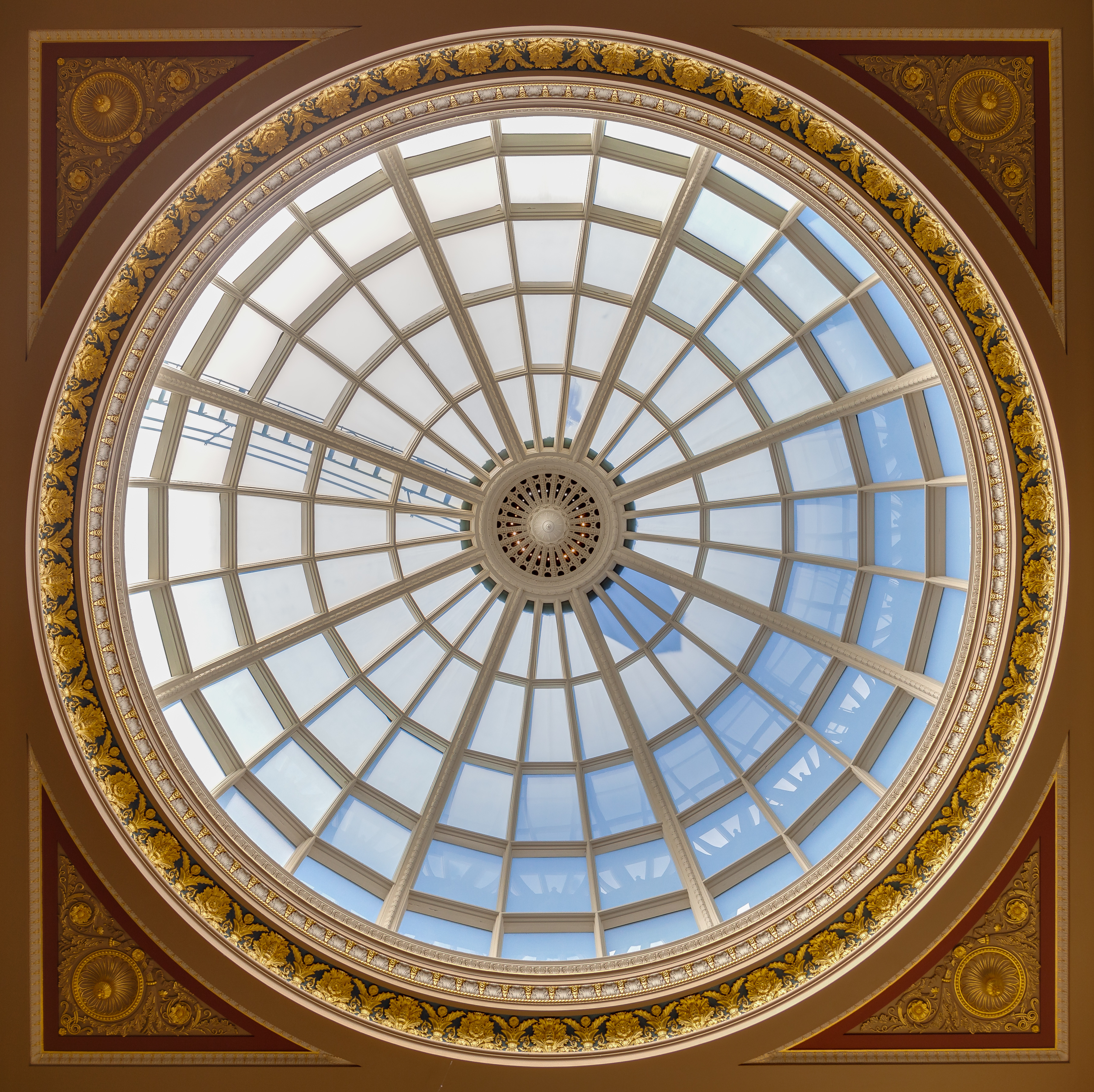
Mái vòm của sảnh cầu thang

### Thế kỷ 20: hiện đại hóa so với phục hồi

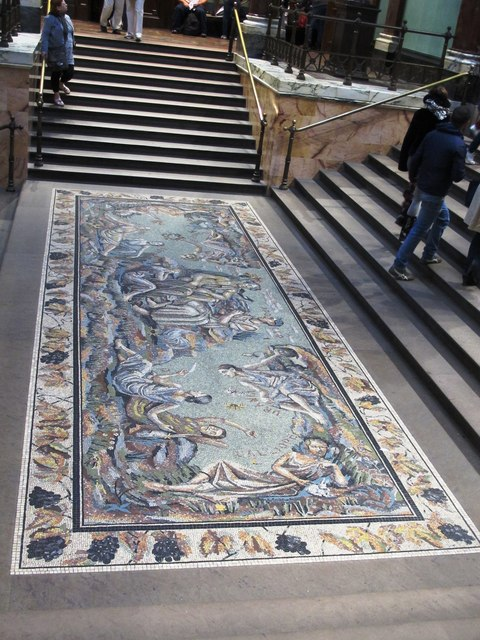
The Awakening of the Muses (1933), tranh khảm của Boris Anrep.

Vào thế kỷ 20, nội thất thời cuối Victoria của Phòng trưng bày không còn hợp thời nữa. Các đồ trang trí trên trần Crace ở sảnh vào không hợp sở thích của giám đốc Charles Holmes, và đã bị quét sơn trắng làm mờ. Phòng trưng bày phía Bắc, mở cửa cho công chúng vào năm 1975, đánh dấu sự xuất hiện của kiến trúc hiện đại tại Bảo tàng Quốc gia. Trong các phòng cũ hơn, các chi tiết cổ điển ban đầu được làm mờ đi bằng các vách ngăn, rèm và trần treo, mục đích là tạo ra các khung cảnh trung tính, không làm xao lãng việc chiêm ngưỡng các bức tranh. Nhưng cam kết của Phòng trưng bày đối với chủ nghĩa hiện đại chỉ tồn tại trong thời gian ngắn: đến thập niên 1980, phong cách Victoria không còn bị ghé lạnh nữa và người ta bắt đầu làm chương trình trùng tu để khôi phục nội thất của thế kỷ 19 và đầu thế kỷ 20 quay về diện mạo ban đầu của chúng. Điều này bắt đầu bằng việc tân trang lại các Phòng Barry vào năm 1985–86. Từ năm 1996 đến 1999, ngay cả Phòng trưng bày phía Bắc, từng bị coi là "thiếu đặc điểm kiến trúc tích cực", đã được tu sửa lại theo phong cách cổ điển, mặc dù đơn giản hơn.

### Sainsbury Wing và các phần bổ sung sau này
Phần bổ sung quan trọng nhất cho tòa nhà trong những năm gần đây là Cánh Sainsbury, do các kiến trúc sư thời hậu hiện đại Robert Venturi và Denise Scott Brown thiết kế, để chứa bộ sưu tập các bức tranh thời Phục hưng, và xây dựng vào năm 1991. Tòa nhà chiếm giữ "địa điểm của Hampton" ở phía tây của tòa nhà chính, nơi này cũng có một cửa hàng bách hóa cùng tên, tồn tại cho đến khi bị phá hủy trong Blitz. Thư viện từ lâu đã tìm cách mở rộng sang không gian này và vào năm 1982, một cuộc thi đã được tổ chức để tìm một kiến trúc sư phù hợp; danh sách rút gọn bao gồm một đề xuất công nghệ cao cấp tiến của Richard Rogers. Thiết kế giành được nhiều phiếu bầu nhất là của công ty Ahrends, Burton và Koralek, sau đó đã sửa đổi đề xuất của họ để có một tòa tháp, tương tự như trong sơ đồ của Rogers. Đề xuất đã bị hủy bỏ sau khi Thân vương xứ Wales so sánh thiết kế đó với một "vết ung nhọt quái dị trên khuôn mặt của một người bạn thanh lịch và rất được yêu mến". Thuật ngữ "khối đá ung nhọt", để chỉ một tòa nhà hiện đại đụng độ với môi trường xung quanh, trở nên phổ biến kể từ đó.

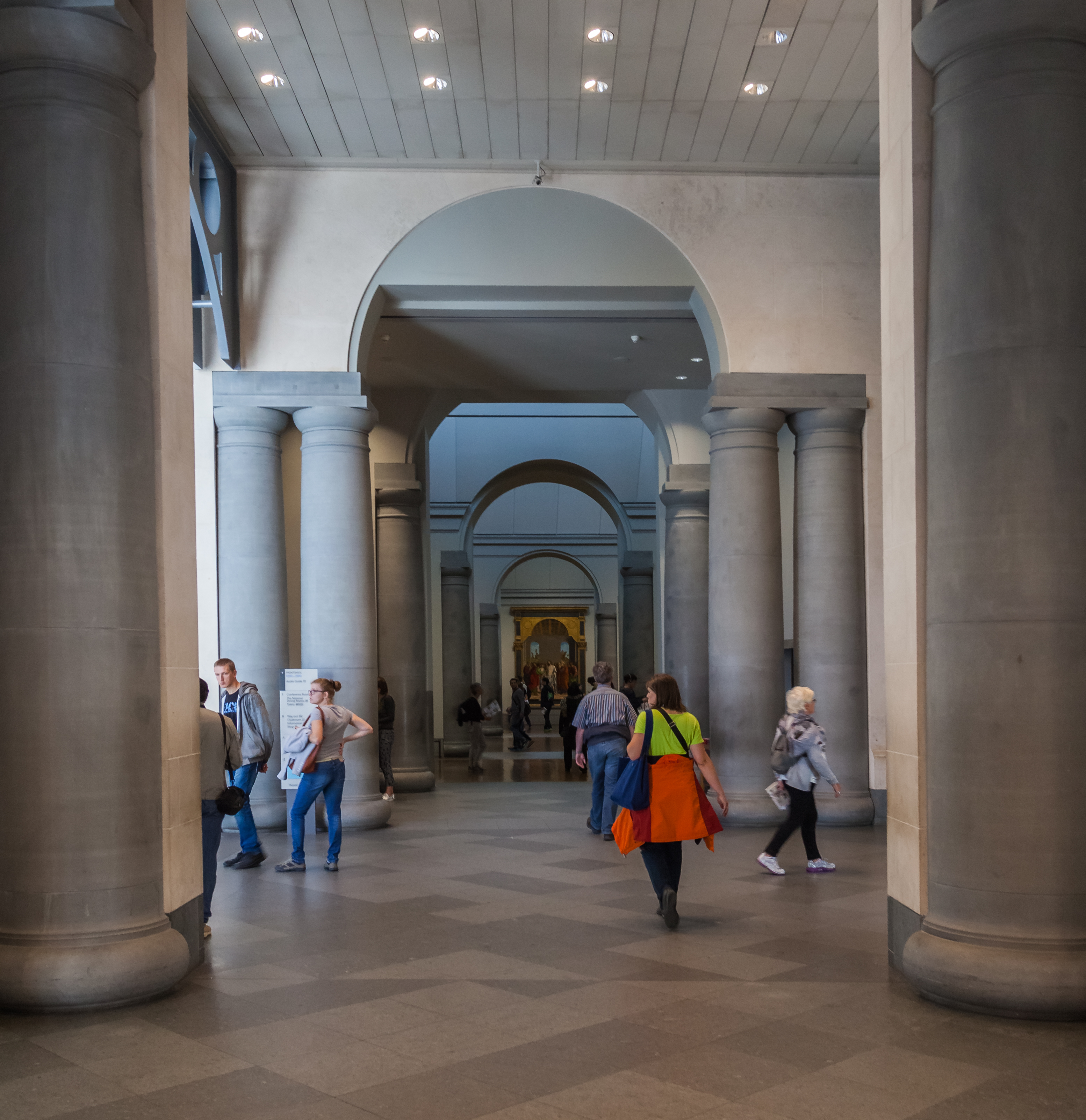
Khu vực chính của Cánh Sainsbury

Tháng 4 năm 2021, ban giám khảo đã liệt kê ngắn gọn sáu công ty kiến trúc - Caruso St John, David Chipperfield Architects, Asif Kahn, David Kohn Architects, Selldorf Architects và Witherford Watson Mann Architects - trong một cuộc thi đua về các đề xuất thiết kế để nâng cấp Cánh Sainsbury.

## Tranh cãi

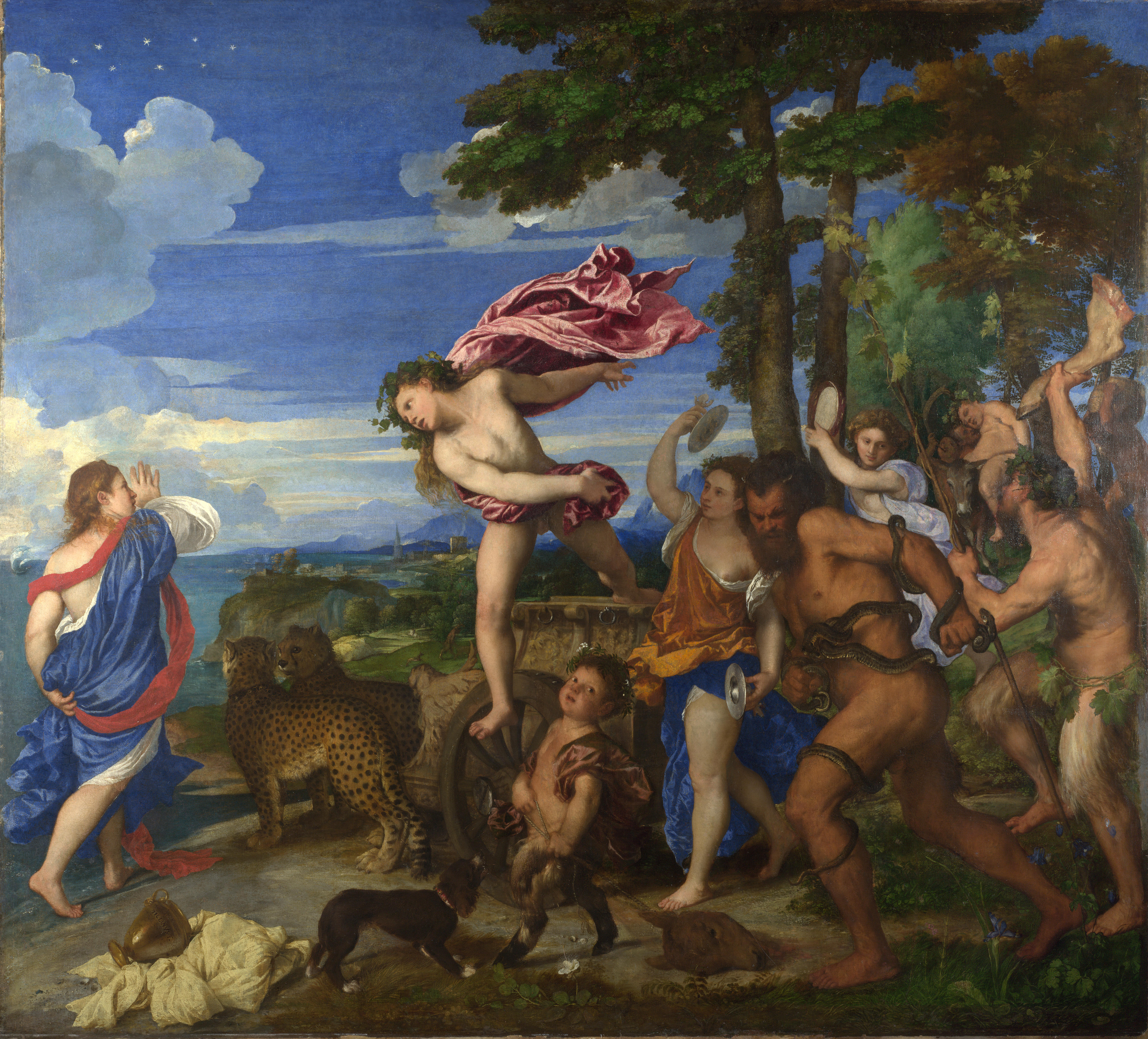
Việc trùng tu Bacchus and Ariadne của Titian từ năm 1967 đến năm 1968 là một cuộc trùng tu gây tranh cãi tại Bảo tàng Quốc gia, do lo ngại đánh mất sự cân bằng trong bố cục của bức tranh

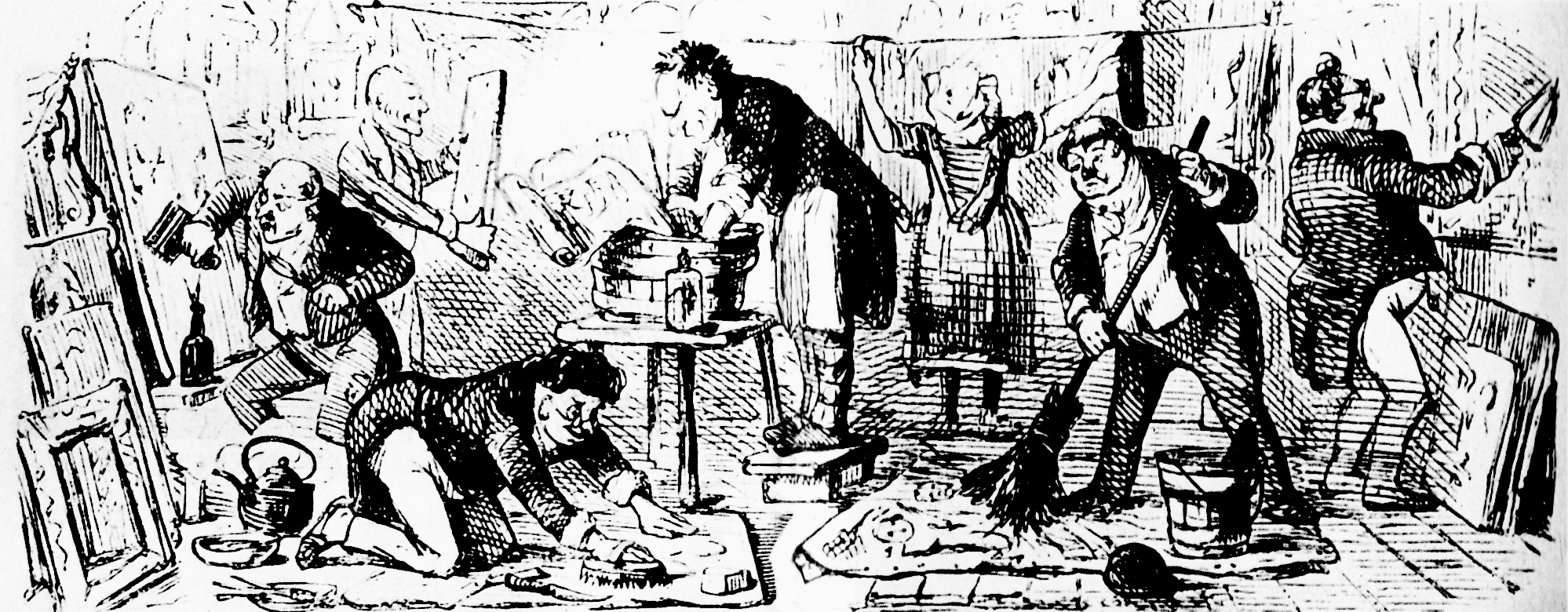
Một phim hoạt hình Punch năm 1847 của John Leech mô tả cuộc tranh cãi về việc khôi phục đang diễn ra lúc đó

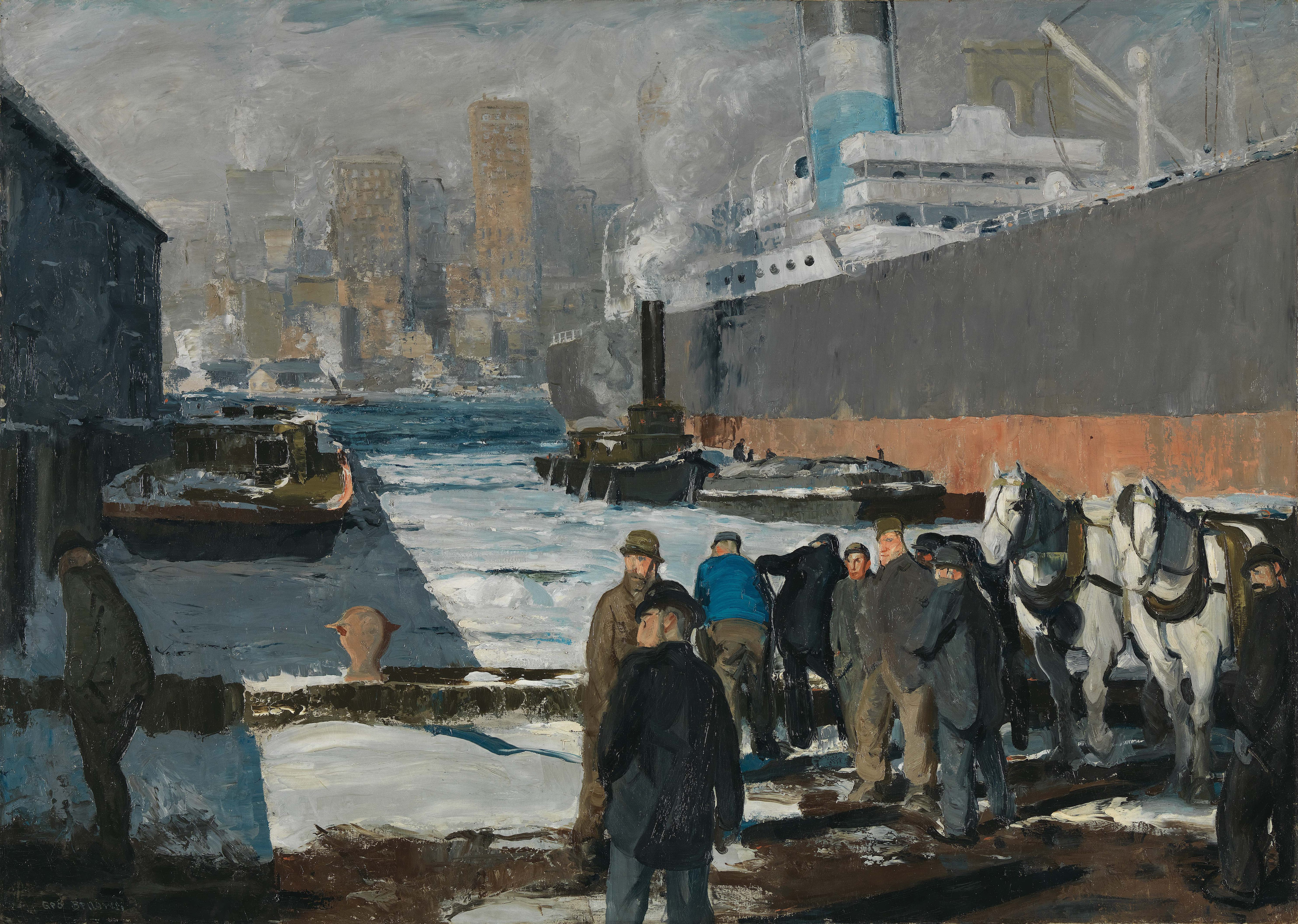
George Bellows: Men of the Docks (1912)

Một trong những lời chỉ trích dai dẳng nhất đối với Bảo tàng Quốc gia, ngoài những người chỉ trích những bất cập của tòa nhà, là chính sách bảo tồn của nó. Nhiều người gièm pha Phòng trưng bày cáo buộc rằng bảo tàng đã tiếp cận một cách quá sốt sắng trong việc trùng tu. Hoạt động dọn dẹp đầu tiên tại Bảo tàng Quốc gia bắt đầu vào năm 1844 sau khi Eastlake được bổ nhiệm làm Người trông giữ bảo tàng, và là chủ đề của các cuộc tấn công trên báo chí sau ba bức tranh đầu tiên được xử lý - một của Rubens, một của Cuyp và một của Velázquez - được công bố trước công chúng năm 1846. Nhà phê bình thâm độc nhất của Phòng trưng bày là J. Morris Moore, ông đã viết một loạt thư cho The Times dưới bút danh "Verax" nhằm phá hoại hoạt động dọn dẹp của viện. Trong khi đó, nghị viện năm 1853 được thành lập để điều tra vấn đề đã xóa mọi hành vi sai trái của Thư viện, những lời chỉ trích về các phương pháp của nó đã liên tục nổ ra từ một số người trong cơ sở nghệ thuật.

## Danh sách giám đốc
| Tên                           | Nhiệm kỳ  |
| ----------------------------- | --------- |
| Ngài Charles Lock Eastlake    | 1855–1865 |
| Ngài William Boxall           | 1866–1874 |
| Ngài Frederick William Burton | 1874–1894 |
| Ngài Edward Poynter           | 1894–1904 |
| Ngài Charles Holroyd          | 1906–1916 |
| Ngài Charles Holmes           | 1916–1928 |
| Ngài Augustus Daniel          | 1929–1933 |
| Ngài Kenneth Clark            | 1934–1945 |
| Ngài Philip Hendy             | 1946–1967 |
| Ngài Martin Davies            | 1968–1973 |
| Ngài Michael Levey            | 1973–1986 |
| Neil MacGregor                | 1987–2002 |
| Ngài Charles Saumarez Smith   | 2002–2007 |
| Ngài Nicholas Penny           | 2008–2015 |
| Gabriele Finaldi              | 2015–nay  |

## Các tác phẩm nổi bật của bộ sưu tập
- Jan van Eyck
The Arnolfini Portrait
- Leonardo da Vinci
The Virgin of the Rocks
- Hans Holbein the Younger
The Ambassadors
- Johannes Vermeer
Lady Standing at a Virginal

- Cimabue: Virgin and Child with Two Angels
- Giotto: Pentecost
- English or French Medieval: The Wilton Diptych
- Jan van Eyck: The Arnolfini Portrait, Portrait of a Man (Self Portrait?)
- Pisanello: The Vision of Saint Eustace
- Paolo Uccello: The Battle of San Romano, Saint George and the Dragon
- Rogier van der Weyden: The Magdalen Reading
- Masaccio: Madonna and Child
- Dieric Bouts: The Entombment
- Piero della Francesca: The Baptism of Christ
- Antonello da Messina: Portrait of a Man, St Jerome in his Study
- Giovanni Bellini: The Agony in the Garden, Madonna del Prato, Portrait of Doge Leonardo Loredan
- Antonio and Piero del Pollaiuolo: The Martyrdom of Saint Sebastian
- Sandro Botticelli: Venus and Mars, The Mystical Nativity
- Hieronymus Bosch: Christ Crowned with Thorns
- Leonardo da Vinci: The Virgin of the Rocks, The Virgin and Child with Saint Anne and Saint John the Baptist
- Albrecht Dürer, St Jerome in the Wilderness
- Michelangelo: The Entombment, The Manchester Madonna
- Jan Gossaert: The Adoration of the Kings
- Raphael: The Aldobrandini Madonna, The Ansidei Madonna, Portrait of Pope Julius II, The Madonna of the Pinks, The Mond Crucifixion, Vision of a Knight
- Titian: Allegory of Prudence, Bacchus and Ariadne, Diana and Actaeon, Diana and Callisto, The Death of Actaeon, A Man with a Quilted Sleeve, Portrait of the Vendramin Family
- Hans Holbein the Younger: The Ambassadors, Portrait of Christina of Denmark
- Parmigianino: Portrait of a Collector, The Vision of Saint Jerome
- Agnolo Bronzino: Venus, Cupid, Folly and Time
- Tintoretto: The Origin of the Milky Way
- Pieter Bruegel the Elder: The Adoration of the Kings
- Paolo Veronese: The Family of Darius before Alexander, The Conversion of Mary Magdalene, Adoration of the Magi
- El Greco: Christ Driving the Money Changers from the Temple
- Caravaggio: Boy Bitten by a Lizard, Supper at Emmaus, Salome with the Head of John the Baptist
- Peter Paul Rubens: The Judgement of Paris
- Orazio Gentileschi: The Finding of Moses
- Artemisia Gentileschi: Self-Portrait as Saint Catherine of Alexandria
- Nicolas Poussin: The Adoration of the Golden Calf
- Diego Velázquez: Christ in the House of Martha and Mary, Philip IV in Brown and Silver, The Rokeby Venus
- Anthony van Dyck: Equestrian Portrait of Charles I, Lord John Stuart and his Brother, Lord Bernard Stuart
- Claude Lorrain: Seaport with the Embarkation of the Queen of Sheba
- Rembrandt: Self-Portrait at the Age of 34, Belshazzar's Feast, Self-Portrait at the Age of 63
- Johannes Vermeer: Lady Standing at a Virginal, Lady Seated at a Virginal
- Meindert Hobbema: The Avenue at Middelharnis
- Canaletto: The Stonemason's Yard
- William Hogarth: The Graham Children, Marriage à-la-mode
- George Stubbs: Whistlejacket
- Thomas Gainsborough: Mr and Mrs Andrews, The Morning Walk
- Joseph Wright of Derby: An Experiment on a Bird in the Air Pump
- Francisco Goya: Portrait of the Duke of Wellington
- J. M. W. Turner: The Fighting Temeraire, Rain, Steam and Speed – The Great Western Railway
- John Constable: The Cornfield, The Hay Wain
- Jean Auguste Dominique Ingres: Madame Moitessier
- Eugène Delacroix: Ovid among the Scythians
- Edgar Degas: Miss La La at the Cirque Fernando, Young Spartans Exercising
- Paul Cézanne: Les Grandes Baigneuses
- Claude Monet: Snow at Argenteuil, La Gare Saint-Lazare
- Pierre-Auguste Renoir: The Umbrellas, A Nymph by a Stream
- Henri Rousseau: Tiger in a Tropical Storm (Surprised!)
- Vincent van Gogh: Sunflowers, A Wheatfield with Cypresses
- Georges Seurat: Bathers at Asnières

- John Constable
The Hay Wain
- J. M. W. Turner
The Fighting Temeraire
- Georges Seurat
Bathers at Asnières
- Vincent van Gogh
Sunflowers

## Sự cố an ninh
Năm 2015, nhóm Trollstation của Vương quốc Anh giả vờ rằng họ đang ăn cắp tiền và các tác phẩm nghệ thuật, khiến kích hoạt các dịch vụ khẩn cấp. Nhiều thành viên của nhóm đã bị bắt và bỏ tù.